# Antonio Giovinazzi
Antonio Maria Giovinazzi (født 14. december 1993) er en italiensk racerkører, som kører for Formel E-holdet Dragon/Penske Autosport. Han er også reservekører for Formel 1-holdet Scuderia Ferrari.

## Karriere

### Gokarts
Giovinazzi begyndte i gokarts i 2000, og havde succes i flere lokale mesterskaber.

### Formel Pilota China
Giovinazzi gjorde sin debut i formelbiler, da han i 2012 rykkede op i den kinesiske Formel Pilota China serie. Giovinazzi vandt serien i sin debutsæson.

### Formel 3
Giovinazzi rykkede for 2013 sæsonen til det britiske Formel 3 mesterskab. Han sluttede sin debutsæson med 31 point på syttendepladsen. Han rykkede for 2014 sæsonen til det mere konkurrencedygtige Jagonya Ayam with Carlin hold i den europæiske Formel 3, og havde som resultat en bedre sæson, hvor han sluttede på sjettepladsen i mesterskabet med 2 sejre på sæsonen. 2015 blev endnu bedre for Giovinazzi, som var med i mesterskabskampen, men måtte nøjes med andenpladsen efter at Felix Rosenqvist dominerende den sidste halvdel af sæsonen.

### Deutsche Tourenwagen Masters
Giovinazzi kørte i 2015 to ræs i Deutsche Tourenwagen Masters som erstatning for Timo Scheider, dog uden at score point.

### GP2 Series
Giovinazzi rykkede i 2016 op i GP2 Series, og var i sæsonen med i en intens mesterskabskamp imod sin holdkammerat, Pierre Gasly. Mesterskabet endte dog med at gå til Gasly, med kun otte point mellem to kørere.

### Formel 1

#### Reservekører og debut
Giovinazzi rykkede i 2016 til Ferrari som simulator- og reservekører for deres Formel 1 hold. Han deltog også i testing med Sauber holdet, og efter at Sauber kører Pascal Wehrlein var kommet til skade, erstattede Giovinazzi ham ved Australiens Grand Prix 2017, hvor han sluttede på tolvtepladsen. Han erstattede igen Wehrlein ved det følgende Kinas Grand Prix, hvor han udgik efter et uheld.

#### Alfa Romeo
Giovinazzi blev ved 2019 sæsonen annonceret som Sauber, som i mellemtiden havde ændret navn til Alfa Romeos, nye kører. Han måtte vente helt til det ottende ræs i sæsonen, før han scorede sine første point i Formel 1. Han scorede dog i sæsons næstesidste ræs i Brasilien en femteplads, hvilke ville blive hans bedste placering i Formel 1. Han sluttede sæsonen med 14 point på syttendepladsen.
Giovinazzi forblev med Alfa Romeo i 2020 sæsonen, og scorede point i sæsonens første ræs. Dette blev dog højdepunktet for en dårlig sæson for holdet og Giovinazzi, da han kun scorede point en gang mere, og endte sæsonen med en total a 4 point. Giovinazzi blev igen med Alfa i 2021 sæsonen, men kunne her kun score 3 point på sæsonen.

#### Reservekører igen
Efter 2021 sæsonen mistede Giovinazzi sin plads i Formel 1. Han blev dog givet sin rolle som reservekører for Ferrari tilbage, en rolle som han deler med Mick Schumacher. Som del af aftalen står han også til rådighed for Alfa Romeo og Haas som reservekører.

### Formel E
Efter at have forladt Formel 1, skiftede Giovinazzi til Formel E, hvor han kører for Dragon/Penske Autosport holdet.